# نزلة الشيخ زيد
نزلة الشيخ زيد وتعرف أيضًا باسم خربة نزلة زيد، هي قرية فلسطينية في محافظة جنين، تقع إلى الشرق من بلدة يعبد، وتبعد عن جنين 19 كم، ويصل إليها طريق داخلي يربطها بالطريق الرئيسي طوله 0.2كم، وترتفع عن سطح البحر 390م. قدر عدد سكانها عام 1922 (10) أشخاص، وفي عام 1961 (132) نسمة، وعام 1967 (270) نسمة، وعام 1987 (355) نسمة، وفي عام 1997 بلغوا 544 نسمة.

## التعليم
تضم القرية مدرسة حكومية واحدة، ويكمل الطلاب دراستهم في مدارس بلدة يعبد، حيث تعتمد القرية بشكل كامل على يعبد في توفير المرافق العامة، مثل الخدمات الصحية وغيرها.

## المشكلات التي تعاني منها القرية
يعيش أهالي قرية "نزلة" بحسرةٍ عميقة وهم يشاهدون كل مساء أراضيهم المصادرة خلف جدار الفصل العنصري، حيث لم يتبقَّ لهم سوى القليل. في الوقت نفسه، تُغلَق بوابات الجدار وتُفتح بشكل مزاجي، مما يجعل الوصول إلى هذه الأراضي، التي تُعد شريان حياتهم، أمرًا بالغ الصعوبة.

## التاريخ

### العهد العثماني
في أواخر العهد العثماني، تم الإشارة إلى مكان يُدعى "شيخ زيد"، ويُعتقد أن اسمه مشتق من اسم شخصي.

### الانتداب البريطاني
وفقًا لتعداد فلسطين الذي أجرته سلطات الانتداب البريطاني عام 1922، بلغ عدد سكان خربة الشيخ زيد 10 أشخاص، جميعهم مسلمون. ينتمي معظم سكان القرية إلى عائلة الكيلاني، وقد سُمّيت نسبةً إلى الشيخ زيد الكيلاني، الزعيم الراحل لعائلة الكيلاني. وكانت القرية مسرحًا لمواجهة مسلحة عام 1935 بين قائد المقاومة العربية عز الدين القسام والشرطة البريطانية، انتهت بمقتله. في إحصائيات عام 1945، تم احتساب سكان نزلة زيد ضمن تعداد سكان بلدة يعبد، في إطار مسح رسمي للأراضي والسكان.

### العهد الأردني
في أعقاب حرب 1948، وبعد توقيع اتفاقيات الهدنة عام 1949، أصبحت نزلة زيد تحت الحكم الأردني. وفي عام 1961، بلغ عدد سكان نزلة زيد 132 نسمة.

### ما بعد 1967
منذ حرب الأيام الستة عام 1967، خضعت نزلة زيد للاحتلال الإسرائيلي. ووفقًا للتعداد السكاني الذي أجرته إسرائيل عام 1967، بلغ عدد سكان نزلة زيد 271 نسمة، من بينهم 27 شخصًا نزحوا من داخل الأراضي المحتلة.